# Matej Cigale

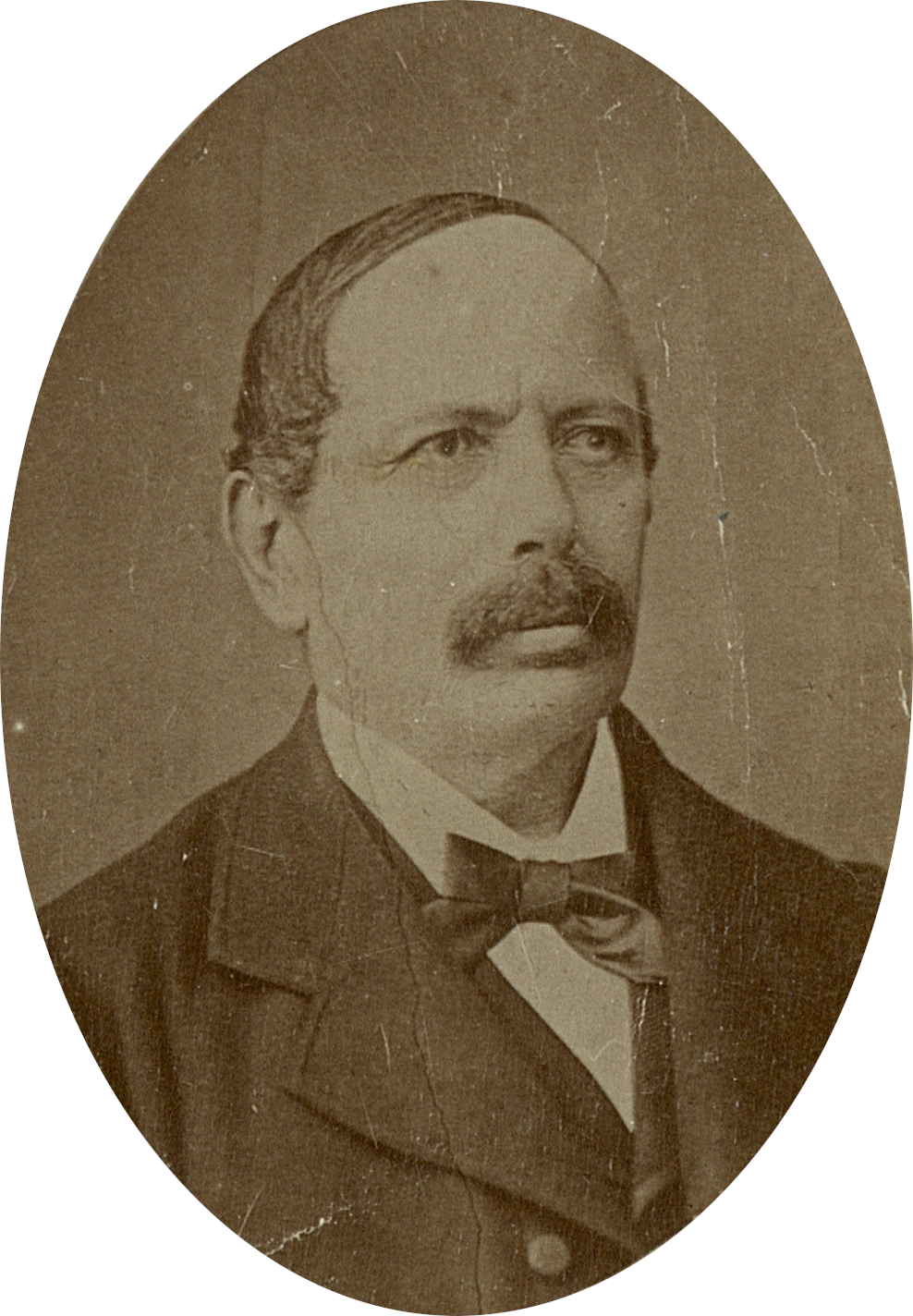
Matej Cigale

Matej Cigale (* 2. September 1819 in Lome, heute Gemeinde Idrija, Slowenien; † 20. April 1889 in Wien) war ein slowenischer Sprachforscher, Übersetzer, Herausgeber und Jurist. Er wird als Begründer der slowenischen Wissenschaftssprache angesehen.

## Leben und Werk
Matej Cigale, einer der einflussreichsten slowenischen Sprachforscher des 19. Jahrhunderts, trat nach dem Besuch des Gymnasiums in Görz 1841 in das Priesterseminar in Ljubljana ein. Er verließ es nach einem Jahr und studierte dann Jura in Graz und Wien, wo er 1846 sein Studium abschloss.
In den Studentenjahren vertiefte Cigale seine sprachlichen Kenntnisse im Serbischen, Kroatischen, Tschechischen und Russischen und versuchte sich als Übersetzer. 1848 legte er die Richterprüfung ab, konnte jedoch wegen mangelnder finanzieller Mittel die richterliche Laufbahn nicht verfolgen und wurde der erste Redakteur der politischen Zeitung Slovenija in Ljubljana.
Im Oktober 1849 erhielt Cigale eine Anstellung in der Redaktion des Reichsgesetzblattes von Österreich-Ungarn in Wien und wurde 1850 verantwortlicher Redakteur der slowenischen Ausgabe, eine Tätigkeit, die er bis zu seinem Tode innehatte. Bei der terminologischen Arbeit war Cigale mehr oder weniger sich selbst überlassen; er konnte weder auf eine ausgereifte slowenische Sprache zurückgreifen noch Wörterbücher heranziehen. Darüber hinaus gab es zu dieser Zeit fast keine slowenischen Rechtstexte, die er als Paralleltexte hätte verwenden können.
Cigale tat sich allerdings nicht nur auf dem Gebiet der juristischen Terminologie hervor. Zwischen 1854 und 1860 arbeitete er an der Herausgabe des ersten umfassenden deutsch-slowenische Wörterbuchs mit mehr als 2000 Seiten, finanziert vom Laibacher Fürstbischof Anton Alois Wolf.
Des Weiteren veröffentlichte Cigale auch sprachwissenschaftliche Diskussionsbeiträge in slowenischen Fachzeitschriften und praxisorientierte Texte zur Verwendung der slowenischen Sprache in den damaligen Zeitungen (Novice, Slovenski glasnik). 1880 gab er eine gesammelte slowenisch-deutsche Wissenschaftsterminologie (Znanstvena terminologija z ozirom na srednja učilišča) heraus, in der alle Termini, die im Slowenischen zu seiner Zeit kursierten, deskriptiv erfasst wurden.
Außerdem spielte Cigale auch im Bereich der Herausgabe der ersten slowenischen Schulbücher und damit bei der Entstehung der jeweiligen Fachterminologie eine wichtige Rolle.
Fachleute sehen Matej Cigale dank seiner jahrzehntelangen Bemühungen um die Schaffung einer slowenischen Fachsprache in verschiedenen Disziplinen (Rechtssprache, geographische Namenkunde, Naturwissenschaften) als Begründer der slowenischen Wissenschaftssprache an.

## Gedenken
In Ljubljana trägt die Cigaletova ulica seinen Namen.

## Publikationen
- Matej Cigale: Deutsch-slowenisches Wörterbuch. Ljubljana: J. Blasnik 1860.
- Matej Cigale: Znanstvena terminologija s posebnim ozirom na srednja učilišča (Deutsch-slowenische wissenschaftliche Terminologie). Ljubljana: Matica Slovenska 1880.